# Madchild
Madchild, pseudonimo di Shane Bunting (Surrey, 21 ottobre 1975), è un rapper canadese, membro dei Swollen Members.

## Biografia
Madchild ha piazzato quattro dischi nella top ten della Canadian Albums, di cui quattro in top five. Quello meglio posizionato, Lawn Mower Man (2º posto; 2013), ha fatto l'ingresso anche nella Billboard 200.
Dope Sick, primo album in studio, ha ricevuto la certificazione d'oro dalla Music Canada per aver accumulato 40 000 unità equivalenti. Dickhead è stato il suo unico brano a essere certificato platino dalla stessa, superando la soglia delle 80 000 unità di vendita.

## Discografia

### Da solista

#### Album in studio
- 2012 – Dope Sick
- 2013 – Lawn Mower Man
- 2015 – Silver Tongue Devil
- 2017 – The Darkest Hour (con Evidence)
- 2019 – Demons
- 2020 – Little Monster LP
- 2021 – Shane
- 2021 – Shane 2
- 2022 – Super Beast
- 2022 – Mobsters & Monsters (con Obnoxious)

#### EP
- 1995 – Claustrophobic
- 2009 – The Mad Child
- 2011 – Banned from America
- 2011 – King of Pain
- 2012 – Little Monster
- 2014 – Switched On

#### Mixtape
- 2011 – M.A.D.E.: Misguided Angel Destroys Everything
- 2016 – Underground Monsters
- 2017 – Madchild Mondays

### Swollen Members
- 1999 – Balance
- 2001 – Bad Dreams
- 2002 – Monsters in the Closet
- 2003 – Heavy
- 2006 – Black Magic
- 2009 – Armed to the Teeth
- 2011 – Dagger Mouth
- 2011 – Monsters II
- 2011 – 1997
- 2013 – Beautiful Death Machine
- 2014 – Brand New Day